# Carl Barth
Carl Barth was een Amerikaans film- en televisieregisseur.

## Biografie
Carl Barth was een regisseursassistent en regisseur van een tweede filmploeg en verbeterde ook scenario's (scenario editor).
Als regisseur heeft hij meegewerkt in twee televisieseries.

## Filmografie

### Regisseur
- The F.B.I. (1971-1972) (3 afleveringen)
- Adam-12 (1972) (1 aflevering)

### Regisseursassistent
- The F.B.I. (1967 - 1972) (28 afleveringen)

### Regisseur 2e filmploeg
- The F.B.I. (1967 - 1972) (28 afleveringen)
- The Invaders (1967-1968) (18 afleveringen)
- The Fugitive (1967) (1 aflevering)
- House on Greenapple Road (1970)
- Cannon (1971-1972) (13 afleveringen)
- Barnaby Jones (1973) (1 aflevering)
- Panic on the 5:22 (1974)
- The Streets of San Francisco (1974) (1 aflevering)
- Hart to Hart (1979) (1 aflevering)
- Blood Feud (1983)
- Blue de Ville (1986)
- Blind Faith (1990) (2 afleveringen)

### Montageteam
- The Fugitive (1964 - 1967) (72 afleveringen)
- The F.B.I. (1965-1967) (29 afleveringen)
- The Invaders (1967) (7 afleveringen)
- Cannon (1971)

### Naproductie
- 12 O'Clock High (1966-1967) (17 afleveringen)